# Penicillium pancosmium
Penicíllium pancósmium (лат.) — вид несовершенных грибов (телеоморфная стадия неизвестна), относящийся к роду Пеницилл (Penicillium).

## Описание
Колонии на CYA на 7-е сутки 2,5—3,5 см в диаметре, бархатистые или шерстистые, обильно спороносящие в тускло-зелёных или серо-зелёных тонах, с ровным или угловатым краем. Экссудат иногда присутствует в виде мелких бесцветных капелек. Растворимый пигмент обычно не выделяется, иногда светло-красноватый. Реверс колоний светлый, светло-бежевый или розовато-бежевый, иногда местами оранжевый. На агаре с солодовым экстрактом (MEA) колонии 2,5—3 см в диаметре на 7-е сутки, спороношение обильное, в сине-зелёных или сине-серо-зелёных тонах. На агаре с дрожжевым экстрактом и сахарозой (YES) спороношение от вообще не выраженного до обильного, реверс жёлто-оранжевый или оранжевый, иногда в среду выделяется жёлтый пигмент.
При 37 °C рост отсутствует. При 30 °C иногда наблюдается прорастание конидий, дальнейший рост отсутствует.
Конидиеносцы двухъярусные, с симметрично расположенными метулами, до 500 мкм длиной, гладкостенные, 2,5—4 мкм толщиной. Метулы расходящиеся, в мутовках по 4—6, 9—13 мкм длиной, вздутые на верхушке. Фиалиды фляговидные, 6,5—9 × 2—3 мкм. Конидии шаровидные или почти шаровидные, иногда эллипсоидальные, шероховатые, 2—3 мкм в диаметре.

### Отличия от близких видов
Определяется по мелкошероховатым конидиям, отсутствию роста при 30 °C, жёлто-оранжевому или оранжевому реверсу на YES.
Близок Penicillium ubiquetum, от которого отличается жёлто-оранжевым или оранжевым (а не оранжево-красным) реверсом на YES и менее тёмным спороношением. Penicillium chrzaszczii практически не спороносит на CYA.

## Экология и значение
Широко распространённый вид, обнаруженный в Северной Америке и Африке. Выделен из почвы, с разлагающихся плодовых тел грибов, с плодов ореха, с помёта дикобраза.

## Таксономия
Penicillium pancosmium Houbraken, Frisvad & Samson, Stud. Mycol. 70: 109 (2011).